# Rudgea cordata
Rudgea cordata là một loài thực vật có hoa trong họ Thiến thảo. Loài này được Huber miêu tả khoa học đầu tiên năm 1914.